# Horama flavata
Horama flavata är en fjärilsart som beskrevs av Jones 1908. Horama flavata ingår i släktet Horama och familjen björnspinnare. Inga underarter finns listade i Catalogue of Life.